# 25e division parachutiste
Pour les articles homonymes, voir 25e division.
La 25e division parachutiste (25e DP) est une unité de l'Armée de terre française, à dominante infanterie, composée de troupes aéroportées et spécialisée dans le combat aéroporté et l'assaut par air. Constituée en 1956, elle interviendra principalement dans le cadre de la guerre d'Algérie.

## Création et différentes dénominations
- 1er juin 1956 : création de la 25e division parachutiste
- 30 avril 1961 : dissolution de l'unité.

À l'issue du putsch des généraux, les 10e et 25e divisions parachutistes sont dissoutes et forment, le 1er mai 1961, avec la 11e DI, la 11e DLI (11e division légère d'intervention) qui deviendra par la suite 11e D, 11e DP et actuellement la 11e brigade parachutiste (11e BP).

## Historique des garnisons, campagnes et batailles

### Constitutions successives
Le 1er juin 1956, la 25e division parachutiste est créée en 5e région militaire à Philippeville (Algérie) à partir de la 25e DIAP (25e division d'infanterie aéroportée) et de la BPC (brigade de parachutistes coloniaux). Elle comprend alors cinq régiments d'infanterie, deux régiments de cavalerie et une unité d'artillerie parachutistes :

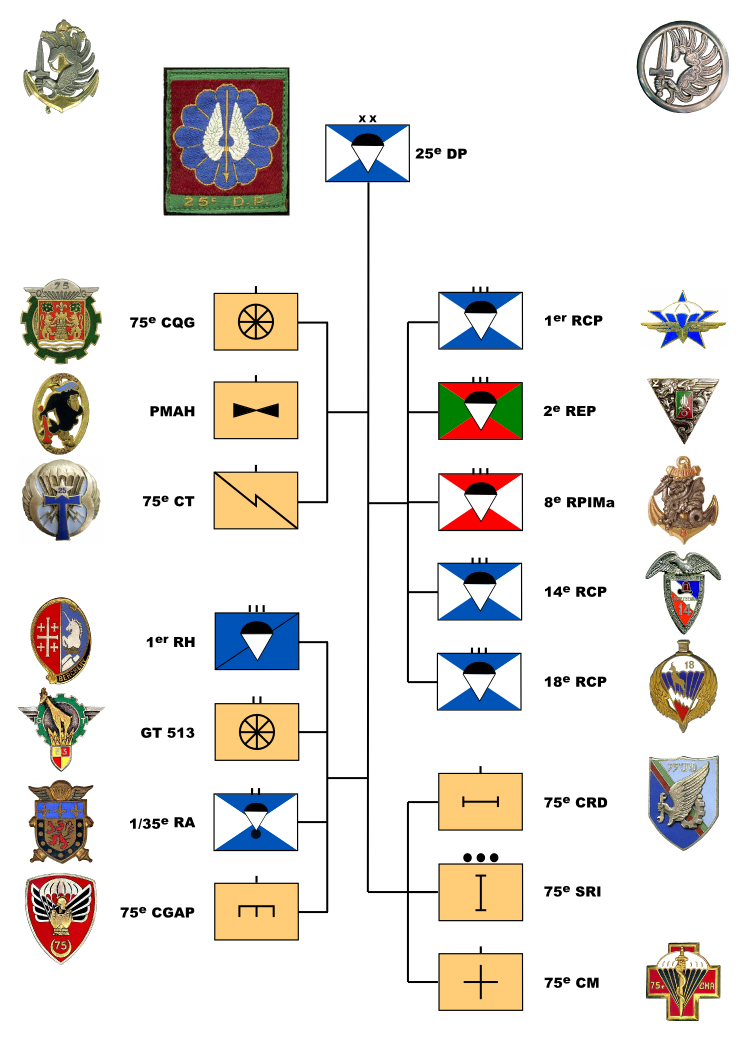
Organigramme de la 25e DP le 1er avril 1960

- Éléments organiques et de soutien :
  - 75e compagnie de quartier général (75e CGQ)
  - 75e compagnie de transmission (75e CT)
  - Peloton ALAT
  - Groupe de transport 513 (GT 513)
  - 75e compagnie de génie aéroporté (75e CGAP)
  - 75e compagnie de réparation divisionnaire (75e CRD)
  - 75e compagnie médicale (75e CM)
  - 75e SRI
- Infanterie parachutiste :
  - 1er RCP (1er régiment de chasseurs parachutistes) a/c du 1er avril 1960
  - 2e REP (2e régiment étranger de parachutistes)
  - 8e RPC (8e régiment de parachutistes coloniaux)
  - 9e RCP (9e régiment de chasseurs parachutistes) qui ensuite passera à la 10e DP
  - 14e RCP (14e régiment de chasseurs parachutistes)
  - 18e RCP (18e régiment de chasseurs parachutistes)
- Artillerie parachutiste
  - 1/35e RA
- Cavalerie parachutiste
  - 13e RDP (13e régiment de dragons parachutistes)
  - 1er RHP (1er régiment de hussards parachutistes)

Au cours du temps la Division subit des remaniements et des unités permutent entre les deux D.P :
- Le 1er juillet 1957, le 13e RDP est rattaché à la 10e DP[3].
- Le 1er avril 1960, le 9e RCP quitte la 25e Division et permute avec le 1er RCP (1er régiment de chasseurs parachutistes) de la 10e DP[4].

Le 1er décembre 1958, les régiments de parachutistes coloniaux (RPC) changent d'appellation et deviennent des régiments parachutistes d'infanterie de marine (RPIMa) tout en conservant leur numéro d’ordre.

### Bataille des frontières
Deux des cinq régiments d'infanterie parachutiste de la division (8e RPC et 14e RCP), participent de janvier à mai 1958, à la bataille des frontières qui permet d'enrayer l'aide accordée au FLN par la Tunisie qui vient d'accéder à son indépendance.
Pour ce faire, le général Salan, commandant supérieur en Algérie, confie ces cinq régiments parachutistes au général Vanuxem qui commande la zone est-constantinois (ZEC). Durant 5 mois, ces unités vont intercepter les bandes rebelles qui ont réussi à franchir le barrage électrifié des lignes Morice et Challe. Les pertes de l'ALN sont estimées à 3 320 hommes et 2 240 armes ont été récupérées pendant la bataille.

## Traditions

### Insigne
Sur un rectangle, fond amarante bordé de vert portant dans la partie basse la mention 25e D.P (couleurs des bérets) une coupole bleu ciel déployée avec au centre les ailes blanches et la lance d'or de St Michel Patron des Parachutistes.

### Drapeau
Sans objet, une Division n'ayant pas de Drapeau

### Chant
Marche de la 25e Division Parachutiste, paroles adjudant Moris, musique Capitaine Dalenne,

## Chefs de corps
- 1956 - 1956 : général Gilles
- 1956 - 1958 : général Sauvagnac
- 1958 - 1960 : général Ducournau
- 1960 - 1961 : général Autrand

## Sources et bibliographie
- Collectif, Histoire des parachutistes français, Société de Production Littéraire, 1975.
- J. Baltzer et E. Micheletti, Insignes et brevets parachutistes de l'armée française, Histoires et collections, 2001,  (ISBN 2 913 903 118).